# Tiubietiejka

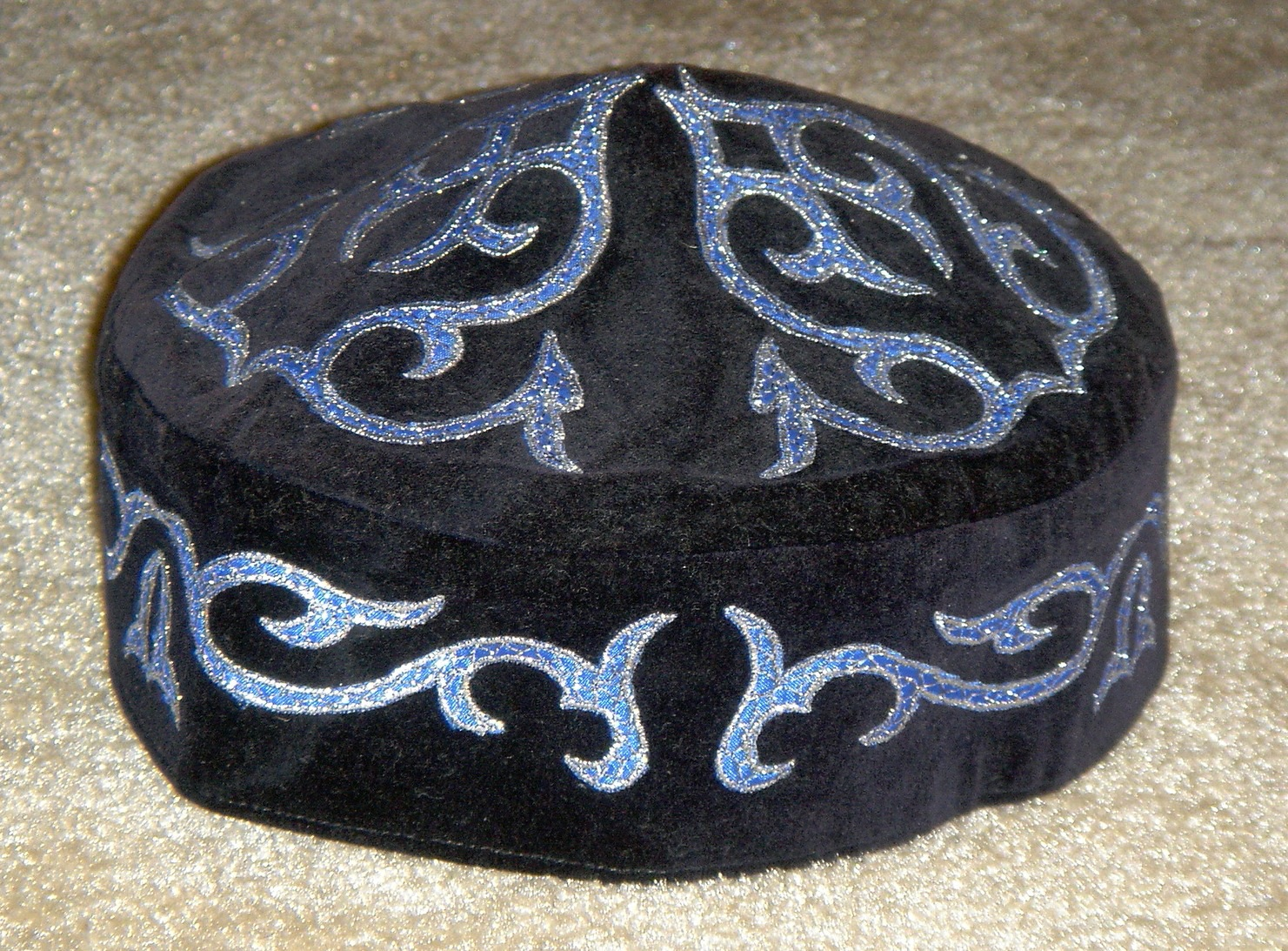
Tiubietiejka Kazachów

Tiubietiejka (inaczej krymka, turkm. tübätäj, rus. тюбетейка) – mała, okrągła czapka z tkanymi wzorami noszona przez wiele ludów Azji Środkowej (a także przez Tatarów krymskich).